# Ougny
Ougny település Franciaországban, Nièvre megyében. Lakosainak száma 27 fő (2022. január 1.). Ougny Aunay-en-Bazois, Châtillon-en-Bazois, Chougny, Mont-et-Marré és Tamnay-en-Bazois községekkel határos.

## Népesség
A település népességének változása:
| Lakosok száma | 25   | 25   | 25   | 25   | 24   | 25   | 26   | 27   |
|               | 2013 | 2015 | 2017 | 2018 | 2019 | 2020 | 2021 | 2022 |